# Ljubiša Samardžić
Ljubiša Samardžić (Skopje, 19 novembre 1936 – Belgrado, 8 settembre 2017) è stato un attore e regista serbo.
Ha vinto il premio per il miglior attore alla 28ª Mostra del Cinema di Venezia per il film di Mladomir Puriša Đorđević Jutro, l'alba di un giorno.

## Filmografia

### Attore
- Spletka i ljubav - film TV (1960)
- Igre na skelama (1961)
- Pesceni grad (1962)
- Kozara - L'ultimo comando (Kozara) (1962)
- Prekobrojna (1962)
- Giorni (1963)
- Il crepuscolo degli eroi (Desant na Drvar) (1963)
- Lito vilovito (1964)
- Devojka (1965)
- Inspektor (1965)
- Po isti poti se ne vracaj (1965)
- Bolnicka soba - film TV (1965)
- Orlovi rano lete (1966)
- Sticenik (1966)
- San (1966)
- Operazione Koby (Diverzanti) (1967)
- Noz (1967)
- Smoki - serie TV, 6 episodi (1967)
- Jutro, l'alba di un giorno (Jutro) (1967)
- Anche i pugili vanno in paradiso (Bokseri idu u raj) (1967)
- Sirota Marija (1968)
- U raskoraku (1968)
- Podne (1968)
- Goli covjek (1968)
- La battaglia della Neretva (Bitka na Neretvi) (1969)
- Tanja - film TV (1969)
- X + YY: Formel des Bösen (1970)
- Siroma' sam al' sam besan (1970)
- Biciklisti (1970)
- Zarki (1970)
- Ceo zivot za godinu dana - serie TV, 33 episodi (1971)
- Kuda idu divlje svinje - serie TV, 10 episodi (1971)
- La Betìa ovvero in amore, per ogni gaudenza, ci vuole sofferenza (1971)
- Od svakog koga sam volela - miniserie TV (1971)
- Gradjani sela Luga - serie TV, 9 episodi (1972)
- Deveto cudo na istoku (1972)
- Tre canaglie per l'inferno (Valter brani Sarajevo) (1972)
- Obraz uz obraz - serie TV, 1 episodio (1972)
- La quinta offensiva (Sutjeska) (1973)
- Bombasi (1973)
- Valter brani Sarajevo - serie TV, 4 episodi (1974)
- La rappresentazione di Amleto alla cooperativa agricola (Predstava 'Hamleta' u Mrdusi Donjoj) (1974)
- Dimitrije Tucovic - serie TV, 7 episodi (1974)
- Naivko (1975)
- Crvena zemlja (1975)
- Hajdúk (1975)
- Cudoviti prah (1975)
- Doktor Mladen (1975)
- Bele trave (1976)
- Cast mi je pozvati vas - serie TV, 1 episodio (1976)
- Morava 76 - miniserie TV (1976)
- Lepse od snova - film TV (1976)
- Specijalno vaspitanje (1977)
- Ljubavni zivot Budimira Trajkovica (1977)
- Lude godine (1977)
- Tigar (1978)
- Stici pre svitanja (1978)
- Bosko Buha (1978)
- Tamo i natrag (1978)
- Povratak otpisanih - serie TV, 3 episodi 81978)
- Bosko Buha - miniserie TV (1978)
- Partizanska eskadrila (1979)
- Vruc vetar - serie TV, 10 episodi (1980)
- Avanture Borivoja Surdilovica (1980)
- Rad na odredjeno vreme (1980)
- Neka druga zena (1981)
- Visoki napon (1981)
- Siroko je lisce (1981)
- I visitatori della galassia arcana (Gosti iz galaksije) (1981)
- Kraljevski voz (1981)
- Dvije polovine srca (1982)
- Smrt gospodina Goluze (1982)
- Savamala (1982)
- Moj tata na odredjeno vreme (1982)
- Medeni mjesec (1983)
- Timocka buna (1983)
- Secerna vodica (1983)
- Maturanti (1984)
- Jaguarov skok (1984)
- Orkestar jedne mladosti (1985)
- Nije lako sa muskarcima (1985)
- Quo Vadis? - miniserie TV, 6 episodi (1985)
- E... la vita è bella (Zivot je lep) (1985)
- Anticasanova (1985)
- A est suonavano una canzone: Hey Babu Riba (Bal na vodi) (1985)
- Protestni album (1986)
- Razvod na odredjeno vreme (1986)
- Dobrovoljci (1986)
- Lo scialo - miniserie TV, 3 episodi (1987)

### Regista
- Nebeska udica (2000)
- Natasa (2001)
- Ledina (2003)
- Jesen stize, dunjo moja (2004)
- Konji vrani (2007)
- Bledi mesec (2008)
- Jesen stize, dunjo moja - serie TV, 13 episodi (2009-2010)
- Miris kise na Balkanu - serie TV, 14 episodi (2010-2011)